# Poppon Ier de Wurtzbourg
Poppon Ier (mort le 14 ou le 15 février 961) est un chancelier royal et évêque de Wurtzbourg de 941 à sa mort.

## Biographie
Il est le frère de l'archevêque Henri Ier de Trèves (de) et sans doute le fils du comte Henri de Babenberg ; un autre frère est probablement Berchtold V de Nordgau.
Quand Flodoard est nommé propinquus de l'empereur Otton, Poppon l'est nommé aussi. Otton le soutient encore en le nommant chancelier puis en 939 évêque de Wurtzbourg.
Il prend ses fonctions religieuses en 941. Poppon fonde la nouvelle école de cathédrale en nommant Étienne de Novare écolâtre. Plus tard, Henri de Trêves et Wolfgang, futur évêque de Ratisbonne, délaissent l'abbaye de Reichenau et portent leurs efforts pour l'éducation à Wurtzbourg.

## Source, notes et références
- (de) Cet article est partiellement ou en totalité issu de l’article de Wikipédia en allemand intitulé « Poppo I. (Würzburg) » (voir la liste des auteurs).
- (de) Franz Xaver von Wegele, « Poppo I., Bischof von Würzburg », dans Allgemeine Deutsche Biographie (ADB), vol. 26, Leipzig, Duncker & Humblot, 1888, p. 823-824
- (de) Alfred Wendehorst, « Poppo I., Bischof von Würzburg », dans Neue Deutsche Biographie (NDB), vol. 20, Berlin, Duncker & Humblot, 2001, p. 631–632 (original numérisé).